# Modélisation des Nations unies
Pour les articles homonymes, voir Mun.
 (août 2023).
Si vous disposez d'ouvrages ou d'articles de référence ou si vous connaissez des sites web de qualité traitant du thème abordé ici, merci de compléter l'article en donnant les références utiles à sa vérifiabilité et en les liant à la section « Notes et références ».

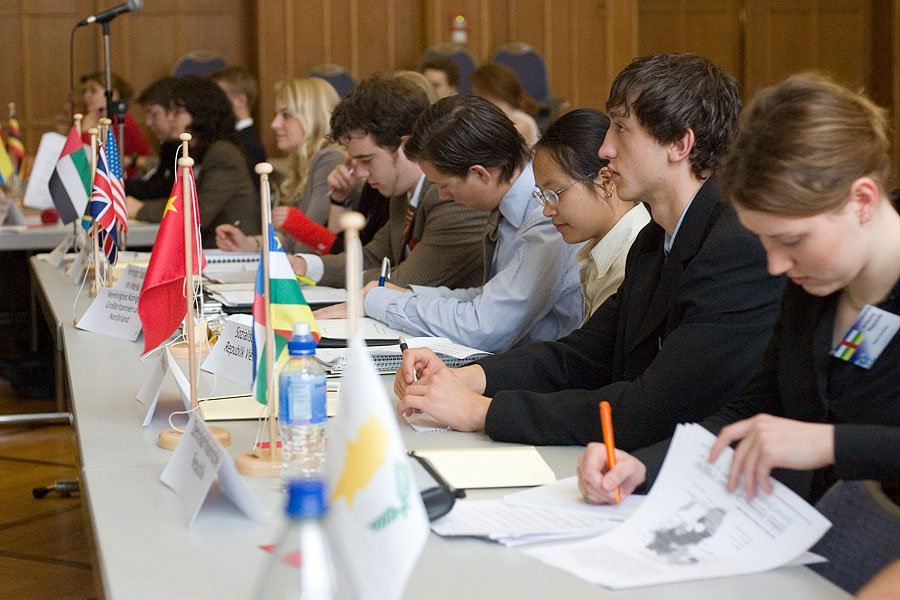
Simulation des Nations unies à Stuttgart, en Allemagne.

Une modélisation des Nations unies  (MNU), en anglais Model United Nations (MUN ou Model UN), est une simulation des Nations unies qui a pour but de former les participants aux négociations internationales.
Ces simulations visent à promouvoir les Droits  de l'homme, les compétences en communication et en relations internationales ainsi que les bases de la diplomatie. Dans le cadre des Modélisations des Nations unies, les étudiants prennent le rôle des ambassadeurs ou des ministres des Affaires étrangères en participant à des simulations de sections internationales de l’ONU. Les participants doivent ainsi faire des recherches sur les pays, les débats et les problèmes internationaux pour tenter de trouver des solutions aux problèmes mondiaux.

## Principe
Dans de nombreuses simulations, les délégués jouent des rôles-clé tel que le secrétaire des affaires étrangères des États-Unis, ou alors des comités historiques (L'année 1917 de la Première Guerre mondiale, la guerre de Cent Ans au Lyon Model United Nations et le Comité de Vichy au Modèle des Nations unies de Harvard), ayant pour objectif de défendre au mieux les positions précises de ces personnes lorsqu’elles étaient au pouvoir.
Les simulations s'inscrivent généralement dans le cadre d'instances telles l'Assemblée générale des Nations unies, le Conseil de sécurité des Nations unies, la Cour internationale de justice. Elles peuvent également simuler les travaux de l'Union européenne, l'Union africaine, l'Organisation des États américains, l'OTAN ou la Ligue arabe.
Les simulations des Nations unies sont encadrées par des règles parlementaires, qui sont celles qui sont utilisées lors des réunions officielles de l’ONU, afin d’être fidèle aux institutions représentées. À la fin des simulations, des prix sont souvent décernés aux meilleurs délégués des comités.
Il y a plus de 90 000 participants aux MUN des États-Unis, de nombreuses universités organisent leurs propres Modèles. En 2005, il y a eu plus de 400 MUN organisés, dans plus de 48 pays.

## Histoire
Les modélisations et les simulations d’écoles sont plus anciennes que la création de l’ONU. Le plus ancien a eu lieu en 1920 aux États-Unis, pour une simulation de la Société des Nations. La plus ancienne simulation est celle organisée par l’université Harvard (HNMUN), fondée en 1951, qui regroupe entre 2 000 et 3 000 participants chaque année[réf. nécessaire].
En France, Sciences Po Lille, Sciences Po Lyon, Sciences Po Paris, Sciences Po Rennes, ou Sciences Po Grenoble, entre autres établissements, organisent des simulations. FerMUN est la conférence organisée chaque année par le Lycée International de Ferney-Voltaire, situé près de la Suisse et de Genève[réf. souhaitée]. La plus grande simulation de MUN dédiée aux lycéens en France est organisée à l'EDHEC par l'association EDHEC Nations unies, et regroupe chaque année plus de 600 participants sur le campus de l'école à Lille. 